# Cantó de Saint-Benoît-2
El cantó de Saint-Benoît-2 és un cantó de l'illa de la Reunió, regió d'ultramar francesa de l'oceà Índic. Correspon a una fracció de la comuna de Saint-Benoît.

## Història
| Data d'elecció | Identitat           | Partit |
| -------------- | ------------------- | ------ |
| 2004 -         | Philippe Leconstant | PS     |